# نگوین ژوان اوآنه
نگوین ژوان اوآنه (انگلیسی: Nguyễn Xuân Oánh; ۱۴ ژوئیهٔ ۱۹۲۱ – ۲۹ اوت ۲۰۰۳) اقتصاددان، و سیاستمدار اهل ویتنام بود. وی دو مرتبه از ۲۹ اوت ۱۹۶۴ تا ۳ سپتامبر ۱۹۶۴ و از ۲۸ ژانویه ۱۹۶۵ تا ۱۶ فوریه ۱۹۶۵ نخست‌وزیر موقت ویتنام جنوبی بود.
نگوین ژوان اوآنه در ۲۹ اوت ۲۰۰۳، در سن ۸۲ سالگی درگذشت.